# Vocal oberta anterior arrodonida
La vocal oberta anterior arrodonida és un so que es transcriu [ɶ] en l'AFI. El seu estatus de fonema és controvertit, perquè sembla que no forma cap parell mínim en els idiomes on s'usa, sinó que és una variant de sons similars.

## Característiques
- És una vocal perquè no hi ha interrupció del pas de l'aire
- És una vocal oberta i arrodonida, ja que els llavis s'obren i formen un cercle
- S'articula amb la llengua cap endavant, per això és anterior
- Com totes les vocals, és un so sonor, vibren les cordes vocals

## En català
No existeix aquest fonema en català, que s'utilitza en dialectes alemanys i francesos